# Hypoponera tenella
Hypoponera tenella es una especie de hormiga del género Hypoponera, subfamilia Ponerinae. 

## Distribución
Esta especie se encuentra en Papúa Nueva Guinea.